# Ẩm thực Croatia
Ẩm thực Croatia không đồng nhất và được biết đến là ẩm thực của các vùng miền, vì mỗi khu vực của Croatia có truyền thống ẩm thực riêng biệt của mình. Nó bắt nguồn từ thời cổ đại. Sự khác biệt trong cách thức và nguyên liệu nổi bật nhất là giữa vùng đại lục và vùng ven biển. Âtm thực vùng đại lục đặc trưng hơn bởi văn hoá người Slav và các nước láng giềng—Hungary và Thổ Nhĩ Kỳ, sử dụng mỡ lợn để nấu ăn, và các gia vị như tiêu đen, bột ớt chuông (cả những loại cay hơn) và tỏi. Vùng ven biển chịu ảnh hưởng từ ẩm thực La Mã và Hy Lạp, cũng như ẩm thực Địa Trung Hải sau này, cụ thể là Ý (đặc biệt là Venice). Ẩm thực ven biển sử dụng dầu ô liu, và các loại rau thơm và gia vị như hương thảo, xô thơm, nguyệt quế, oregano, Origanum majorana, quế, đinh hương, nhục đậu khấu, cam và chanh bóc vỏ. Truyền thống nấu ăn của thường dân dựa trên một số nguyên liệu cơ bản (ngũ cốc, các sản phẩm từ sữa, thịt, cá, rau) và các phương pháp nấu ăn (hầm, nướng than, nướng lò, rang), trong khi ẩm thực của tầng lớp tư sản liên quan đến các phương pháp phức tạp hơn và sử dụng các loại rau thơm và gia vị chọn lọc. Việc chế biến thịt (như thịt xông khói, thịt muối, giăm bông, xúc xích) là một phần của truyền thống Croatia trong tất cả các khu vực. Thức ăn và công thức nấu từ nước Nam Tư cũ cũng phổ biến ở Croatia.
Ẩm thực Croatia có thể được chia thành một số ẩm thực vùng miền (Istria, Dalmatia, Dubrovnik, Lika, Gorski Kotar, Zagorje, Međimurje, Podravina, Slavonija) có truyền thống nấu ăn cụ thể riêng của chúng, đặc trưng ở từng vùng và không nhất thiết phải nổi tiếng ở các vùng còn lại. Tuy nhiên, hầu hết các món ăn, có thể được tìm thấy trên khắp đất nước, với các biến thể vùng miền.

## Thịt và thú săn
- Món đặc sản nướng vỉ gọi là s roštilja, còn món nướng xiên gọi là s ražnja
- pečeno nghĩa là quay
- prženo nghĩa là chiên
- pod pekom nghĩa là món ăn đã được đưa vào một lò nướng đá trong lớp bọc kim loại. Người đầu bếp đặt than nóng lên lớp bọc để món ăn được nấu từ từ. Món đặc sản pod pekom bao gồm cừu, bê và bạch tuộc.

Các món thịt của Croatia bao gồm

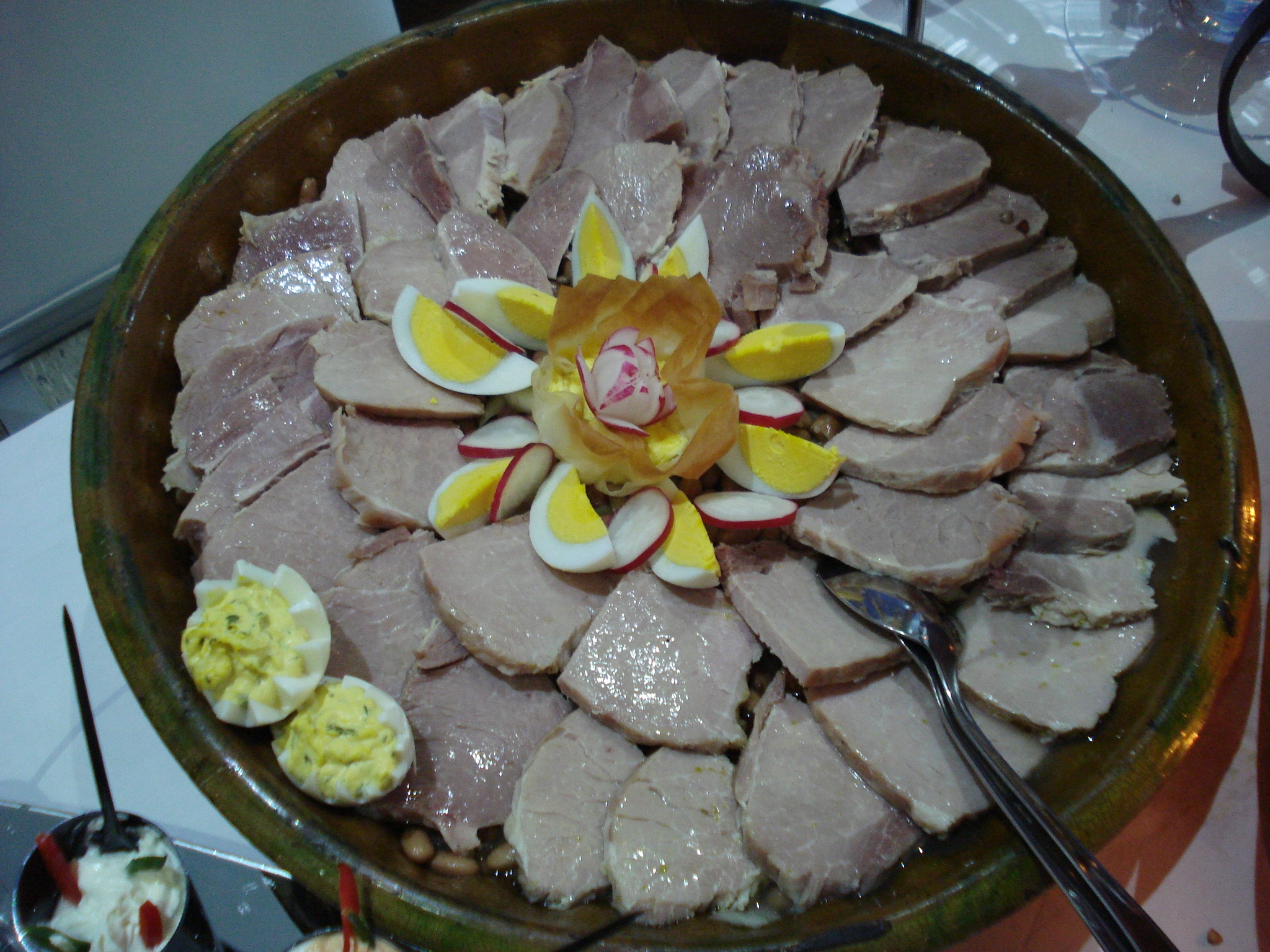
Meso z tiblice - thịt lợn ở Međimurje, bắc Croatia

| - Miješano meso hoặc Ražnjići (xiên nướng) - Zagrebački odrezak (Thịt bê steak nhồi với giăm bông và pho mát nướng với bột chiên) - Šnitzle (schnitzel) côtlet bê hoặc gà tẩm bột - Meso z tiblice giăm bông lợn từ Međimurje - Janjetina - thịt cừu nướng trang trí với các loại rau Địa Trung Hải - Odojak - Lợn nướng - Thú săn tươi từ Dalmatia - Visovačka begavica - Gà tây với mlinci (bột viên chua, béo) - Kaninchenbraten - Đùi cừu à la Pašticada (Pršut cuộn trong xốt rượu vang) - Đùi nai - Thịt vịt hoang với nước xốt | - Gà lôi nướng - Kotlovina từ Samobor - Phi lê bò haunch luộc với Sauerkraut - Escalope à la Baron Trenk (Schnitzel cuốn cay) - Ngỗng Međimurje (nhồi với mạch ba góc) - Ngỗng Turopolje - Gà tây Purgerica (món ăn Giáng Sinh từ vùng tiếp giáp với Zagreb, gà tây nhồi với hạt dẻ, táo, thịt muối, chanh,...) - Krvavice, hoặc čurke, xúc xích máu, làm từ máu và kaša - Hladetina, một loại head cheese - Brački vitalac - Edible dormouse- ăn ở bờ biển Dalmatia. |

## Hải sản
Các món hải sản Croatia bao gồm:

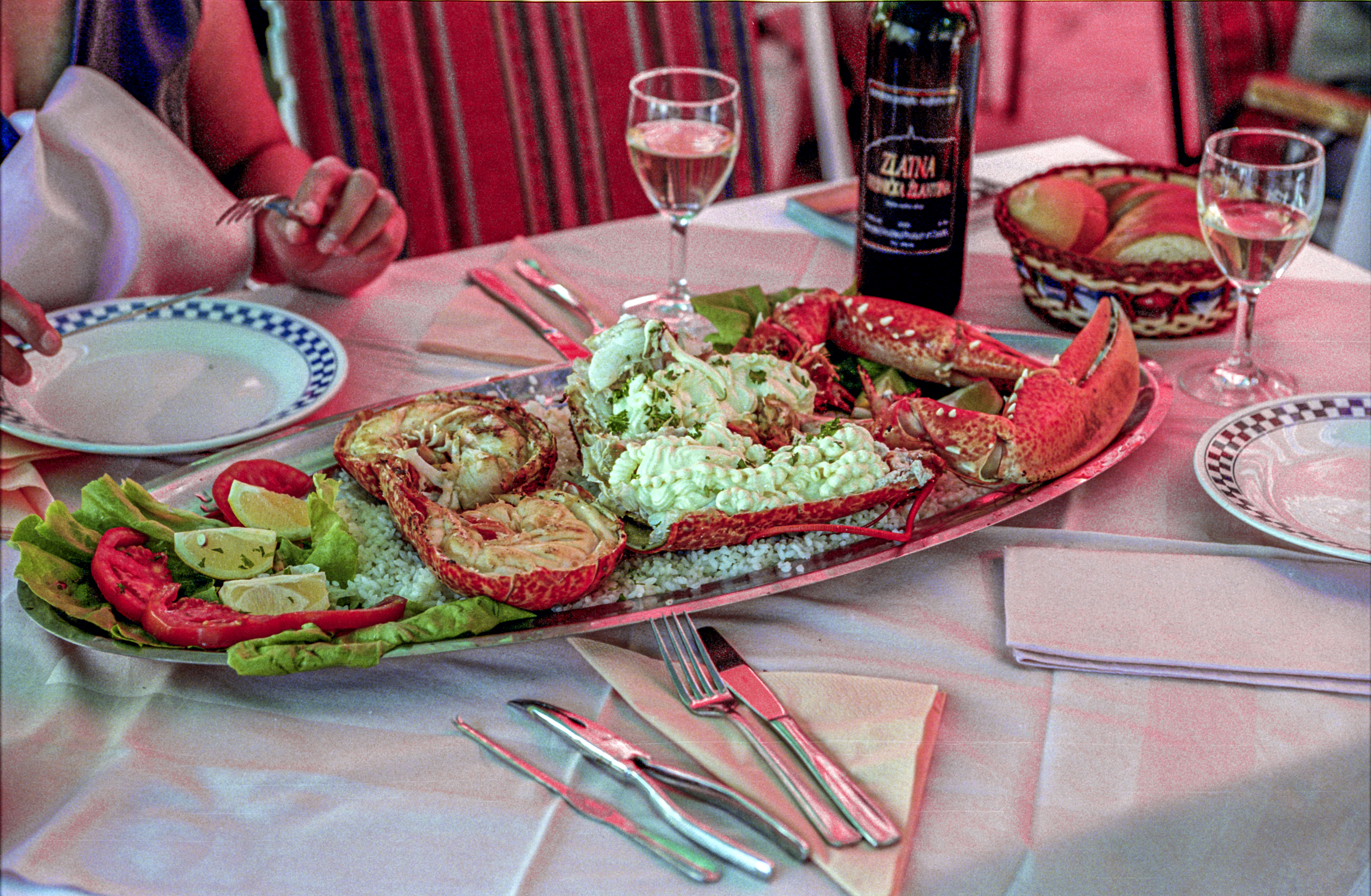
Tôm hùm từ Thành phố

| - Mực - tiếng Croatia: lignje, tiếng Ý: calamari, nướng, rán hoặc nhồi - Salad bạch tuộc - tiếng Croatia: salata od hobotnice - Risotto cá mực - tiếng Croatia: Crni rižot, tiếng Ý: Risotto nero - Cá ngừ - Tôm - tiếng Croatia: škampi, tiếng Ý: scampi - Vẹm - tiếng Croatia: dagnje - Cá tuyết mặn với khoai tây - tiếng Croatia bakalar na bijelo (Dubrovnik, Dalmatia và Istria) - Cá hầm - tiếng Croatia: brodet hoặc brudet (Dubrovnik và Dalmatia), tiếng Ý brodetto | - Sò - Salad nhện biển - Cá trê hoặc cá phép tẩm bột - Cá mòi hoặc các loại cá khác nướng (na gradele) - Buzara hoặc Buzzara (động vật có vỏ áp chảo với tỏi, dầu ô liu, mùi tây và vang trắng) - Date shells hoặc prstaci là một phần của ẩm thực truyền thống, nhưng trong thế kỷ 20 nó đã bị cấm để bảo vệ hệ sinh thái |

## Món hầm

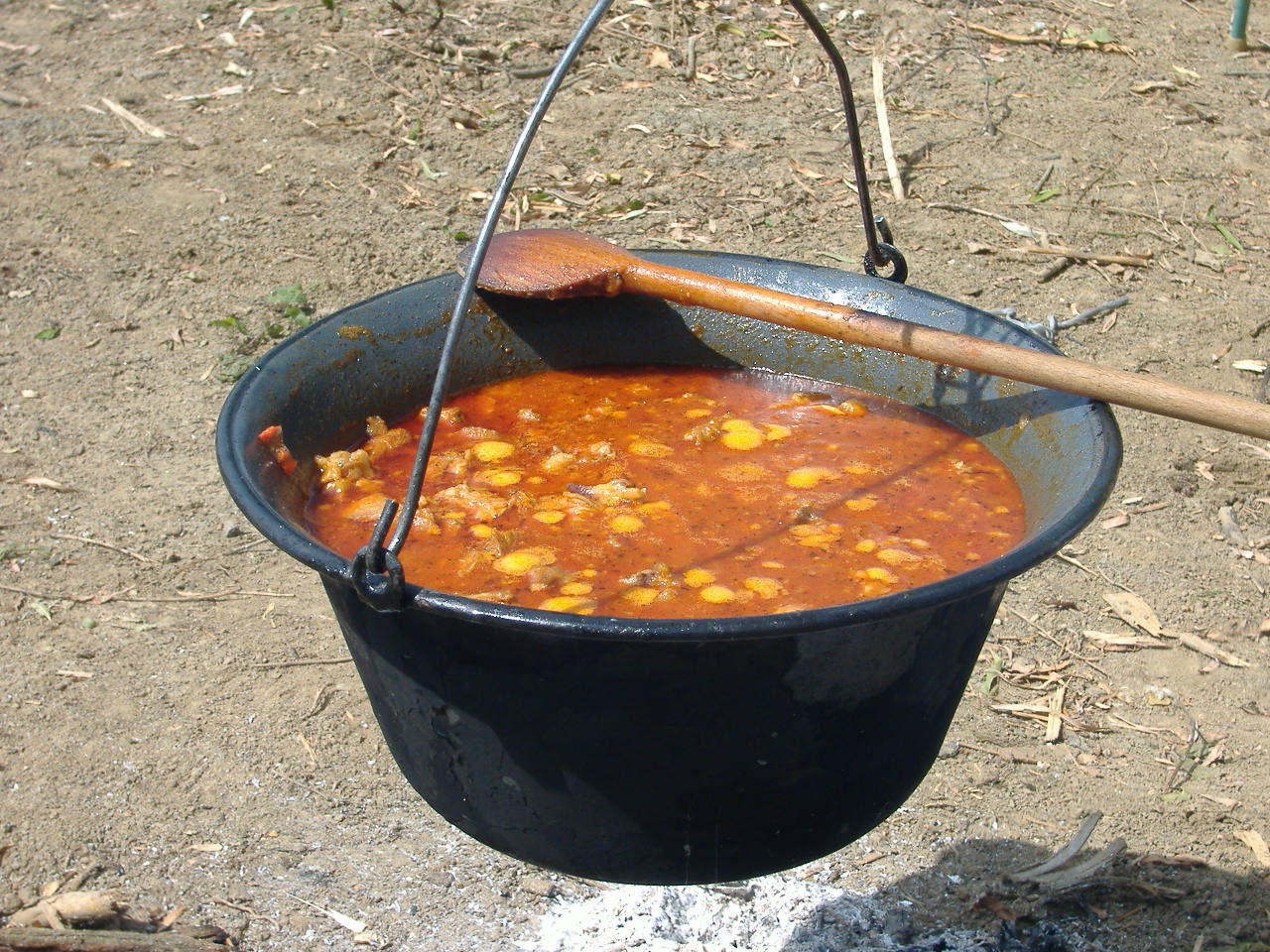
Goulash rất phổ biến ở hầu hết các vùng của Croatia

| - Goulash (tiếng Croatia: gulaš,) - Grah - đạu hầm (thường được làm như 'grah sa zeljem' - với sauerkraut, hoặc 'grah sa kiselom repom' - với sợi củ cải turnip muối) - Varivo od mahuna - đậu xanh hầm - Riblji paprikaš - còn gọi là fiš-paprikaš (cá hầm cay từ Slavonia, xem thêm halászlé của Hungary) - Slavonska riblja čorba (cá hầm từ Slavonia) - Brudet (hoặc Brodet) - cá hầm - Gà hầm - Goulash thỏ - Ričet | - Món hầm Istria (Jota) - Thú săn Čobanac (Món hầm du mục) - Feines goulash nai với mận khô - Món hầm thợ săn - Goulash rượu vang - Món hầm Sauerkraut - Zelena menestra - món bắp cải với thịt truyền thống - Dubrovnik và vùng lân cận - Pašticada - bò hầm Dalmatia với mận và sung khô - Lòng hầm (tripice, fileki) |

## Pasta
Pasta là một trong các loại đồ ăn phổ biến nhất trong ẩm thực Croatia, đặc biệt là vùng Dalmatia. Món gọi là manistra na pome (pasta với xốt cà chua) là một sản phẩm chủ yếu. Các loại nước xốt phổ biến khác là xốt kem nấm, xốt thịt băm và nhiều loại khác. Bột nhào khoai tây cũng nổi tiếng, không chỉ để làm njoki (gnocchi), mà còn để làm bột nhào viên với mận hoặc pho mát sau mà người ta luộc nó lên rồi rán với bột chiên và bơ.
| - Žganci - món ngô trong ẩm thực Slovenia và Bắc Croatia, còn được biết đến là polenta (palenta, pura) ở Istria và Dalmatia - Gnocchi, thường được phục vụ với Pašticada hoặc goulash. - Fuži một loại pasta điển hình ở Istria. - Macaroni | - štrukli - bánh có nhân được nấu hoặc nướng ở Zagorje, Zagreb. - Krpice sa zeljem - pasta với bắp cải hầm - Šporki makaruli - pasta truyền thống với xốt thịt vị quế, từ Dubrovnik và vùng lân cận |

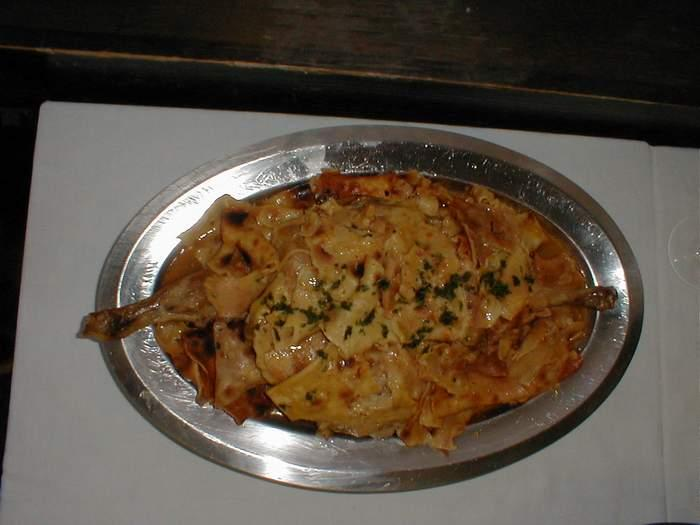
Mlinci
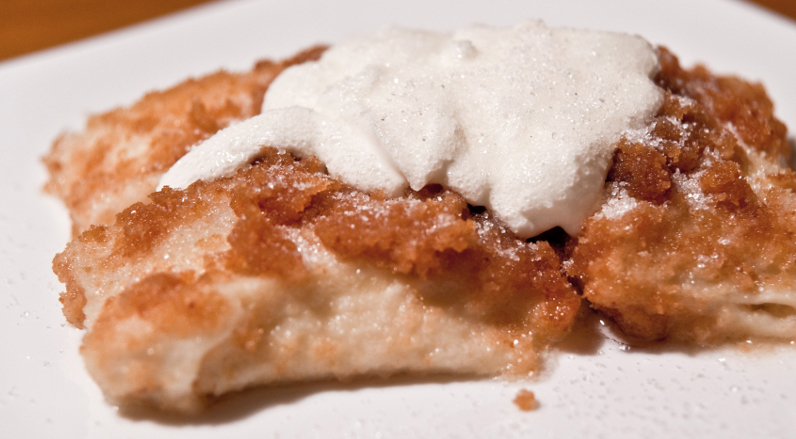
Zagorski Štrukli
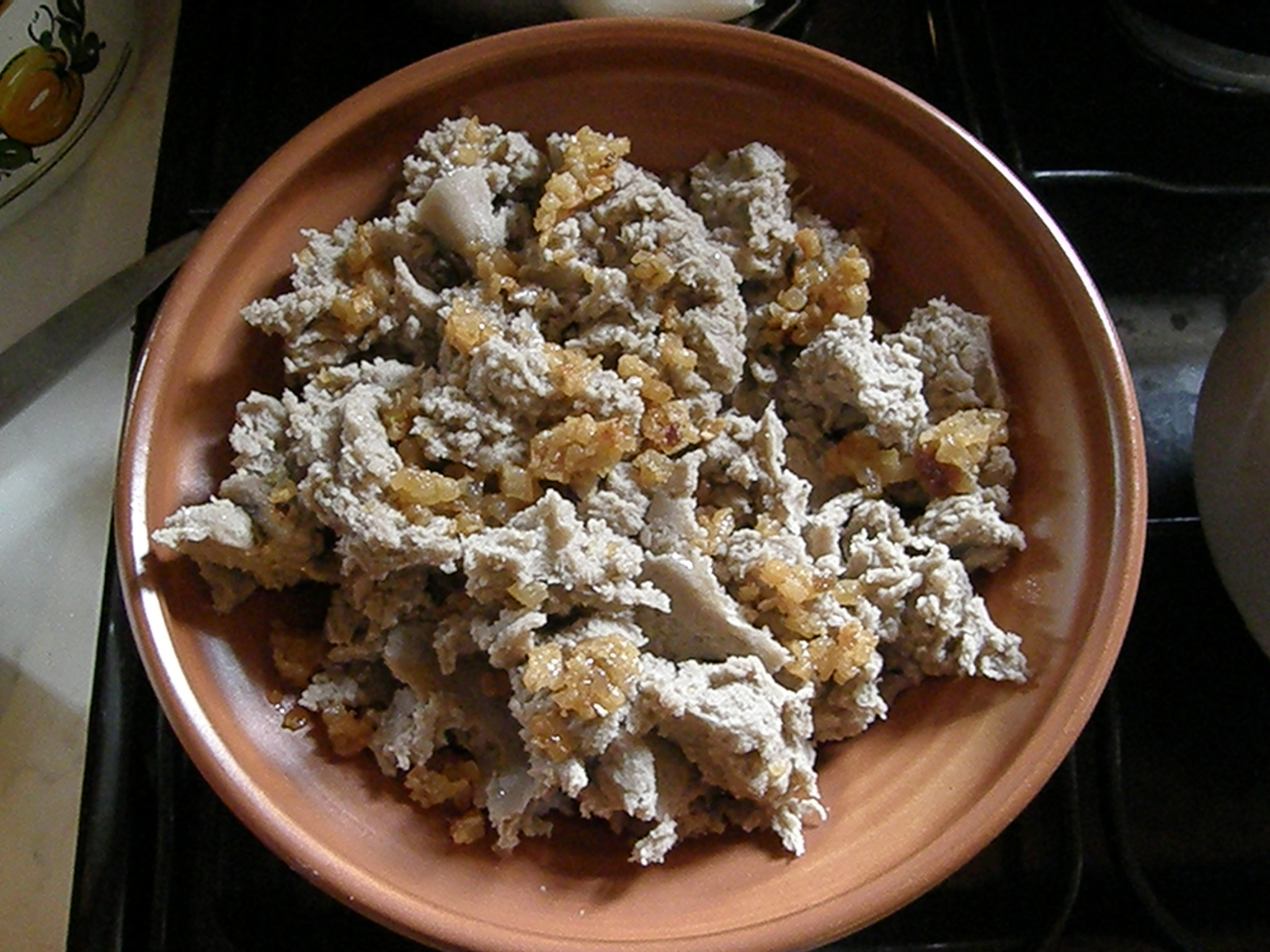
Žganci

## Súp
Súp là một phần mở rộng của một bữa ăn ở Croatia và không bữa ăn gia đình ngày chủ nhật hay nhân dịp đặc biệt nào có thể thiếu nó. Loại súp phổ biến nhất là súp dựa vào nước dùng, thêm với pasta hoặc semolina viên. Chúng thường nhẹ để dành bụng cho món chính và món tráng miệng tiếp theo. Tuy nhiên, súp kem cũng phổ biến, và có rất nhiều biến thể địa phương của súp truyền thống. Ở Dalmatia, một trong những loại súp được yêu thích nhất là súp cá với cá, cà rốt và cơm.
- Maneštra
- Súp bê với thịt xông khói
- Nước dùng bò với bún
- Súp nấm, đặc biệt là nấm thông
- Súp thì là
- Zagorska juha với nấm thông, thịt muối, ớt ngọt

## Các món ăn thêm
- Sataraš (rau mùa hè hầm)
- Mlinci (điển hình ở tây bắc Croatia, bánh mì dẹt nướng)
- Đuveč (rau mùa hè nướng, tương tự như ratatouille)
- Šalša od pomidora (salsa cà chua)
- Restani krumpir (khoai tây chiên với hành)
- Blitva s krumpirom (chard và khoai tây nấu với dầu ô liu và tỏi)

## Khác

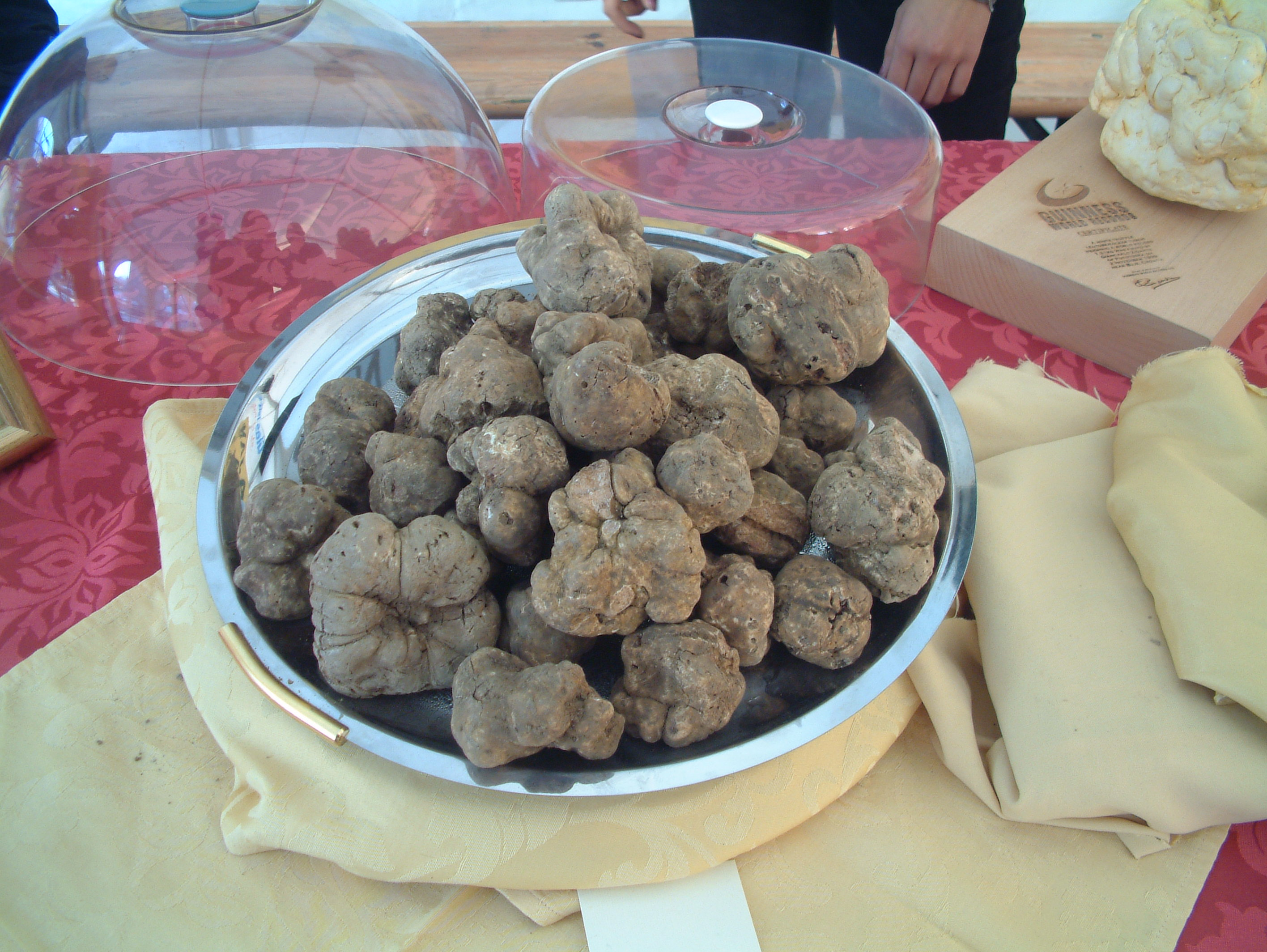
Nấm cục trắng từ Istria
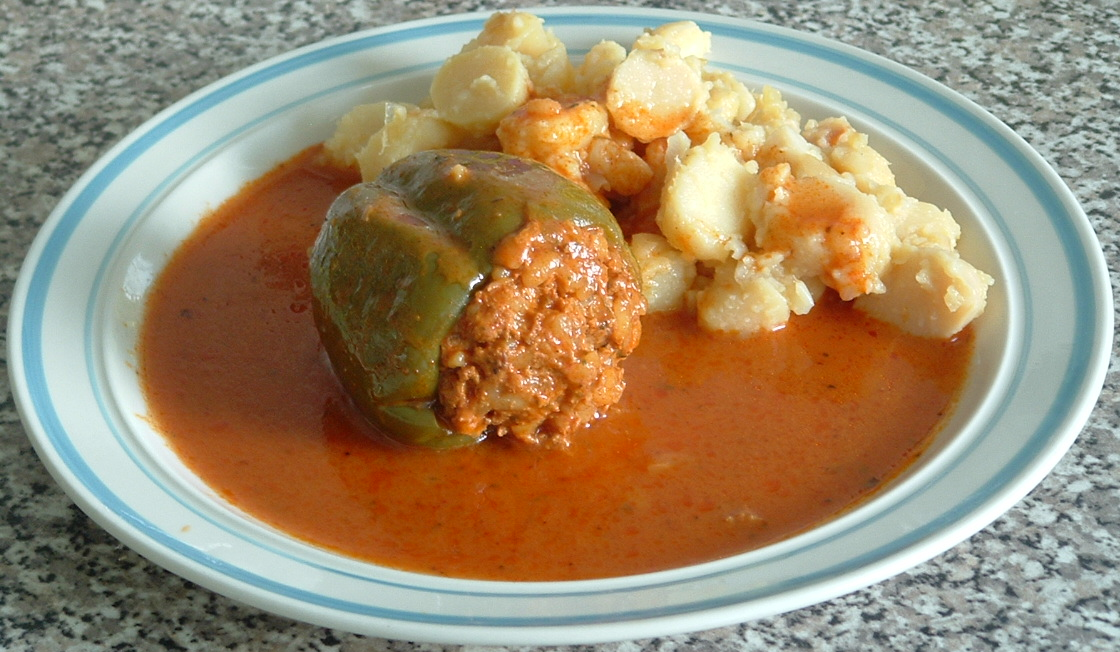
Punjena Paprika/Ớt chuông nhồi kiểu Croatia
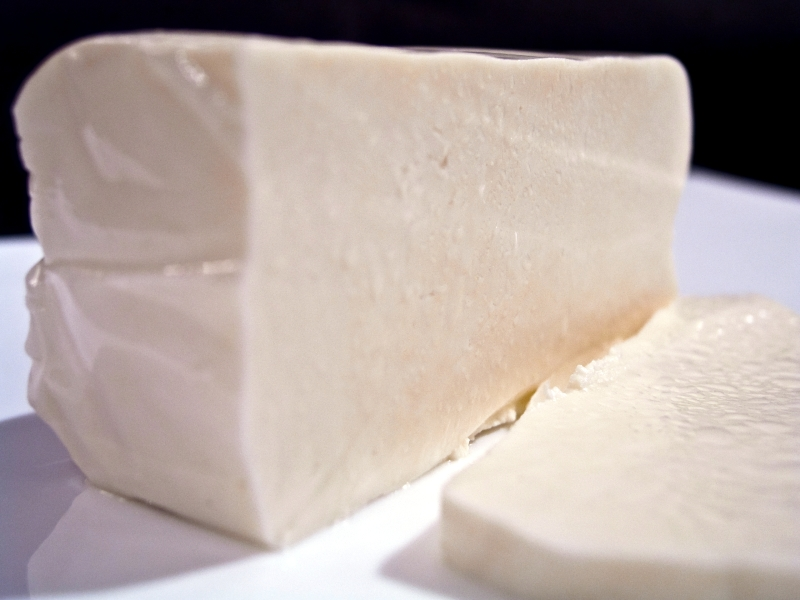
Pho mát škripavac

## Xúc xích và giăm bông
| - Kulen (Kulin) - xúc xích lợn cay từ Slavonia - Češnovka - xúc xích lợn cay hoà quyện với vị tỏi từ Turopolje - Kobasica - xúc xích cay xông khói hoặc sấy khô (tiếng Hungaria: kolbász) - Salami từ Samobor - Švargl từ Slavonia - Suđuk từ vùng đất liền Dalmatia | - Pršut - thịt xông khói khô của Istria và Dalmatia - Ćevapčići - Panceta từ Dalmatia - Špek từ đại lục Croatia - Kaštradina - thịt cừu hoặc dê xông khói - Ombolo |

## Pho mát (sir)
- Paški sir - pho mát sữa cừu nổi tiếng từ đảo Pag
- Pho mát của nông dân (škripavac) và pho mát sữa đông từ các khu vực Kordun và Lika
- Cetinski sir, pho mát từ vùng Cetina
- Krčki sir, pho mát từ Đảo Krk
- Turoš, pho mát từ Međimurje
- Prga, pho mát từ Podravina
- Pho mát cottage (ăn với vrhnje) từ Zagorje (sir i vrhnje, thường được coi là ẩm thực truyền thống tinh tuý của Croatia)

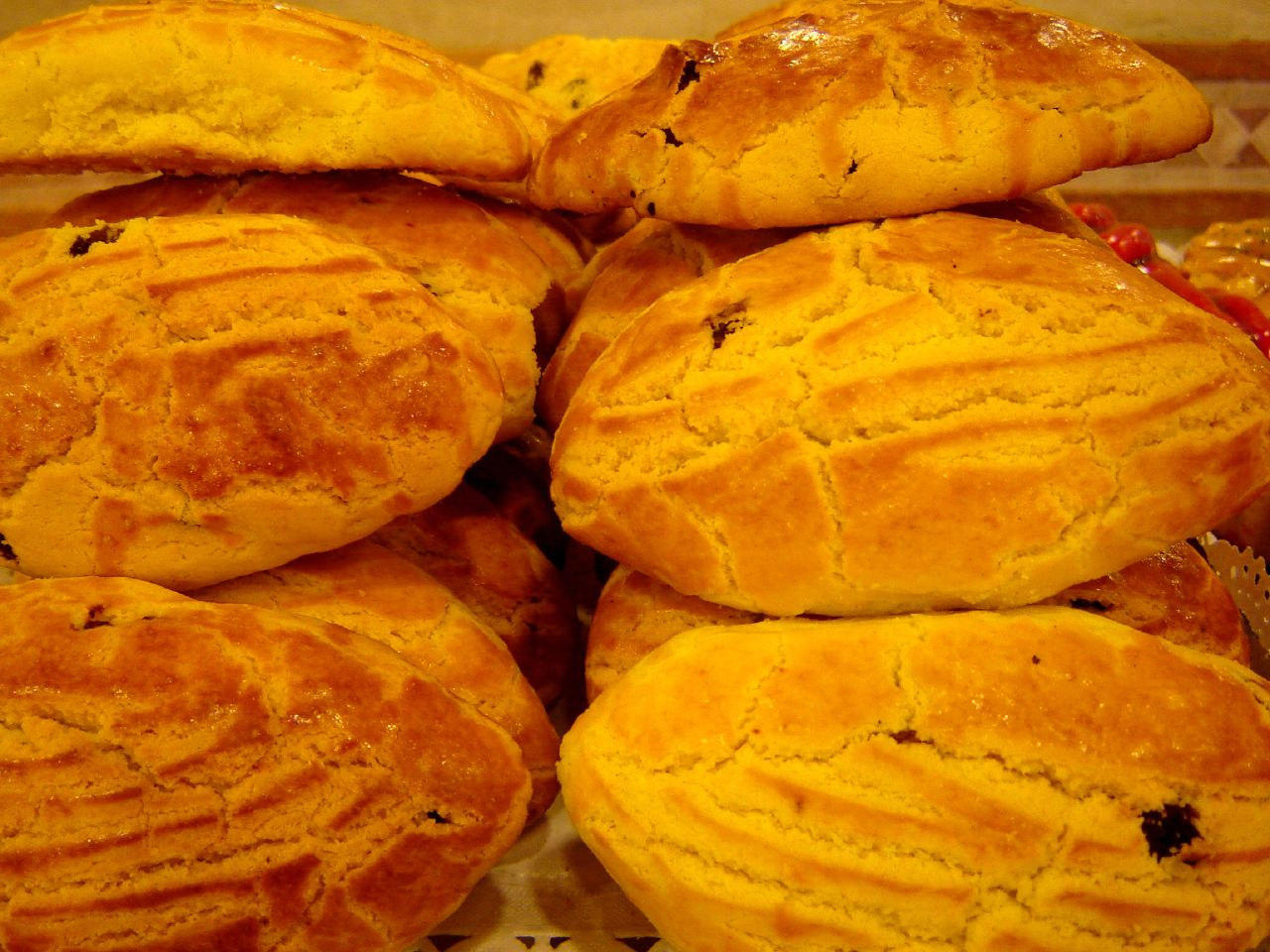
Bánh mì Pogača

## Bánh mặn
Viška pogača là loại bánh foccacia nhân cá mòi muối từ đảo Vis
Soparnik là một loại bánh nhân chard ở Dalmatia

## Bánh ngọt
- Pita
- Pogača (bánh mì nông dân)
- Husiljevača
- Povitica

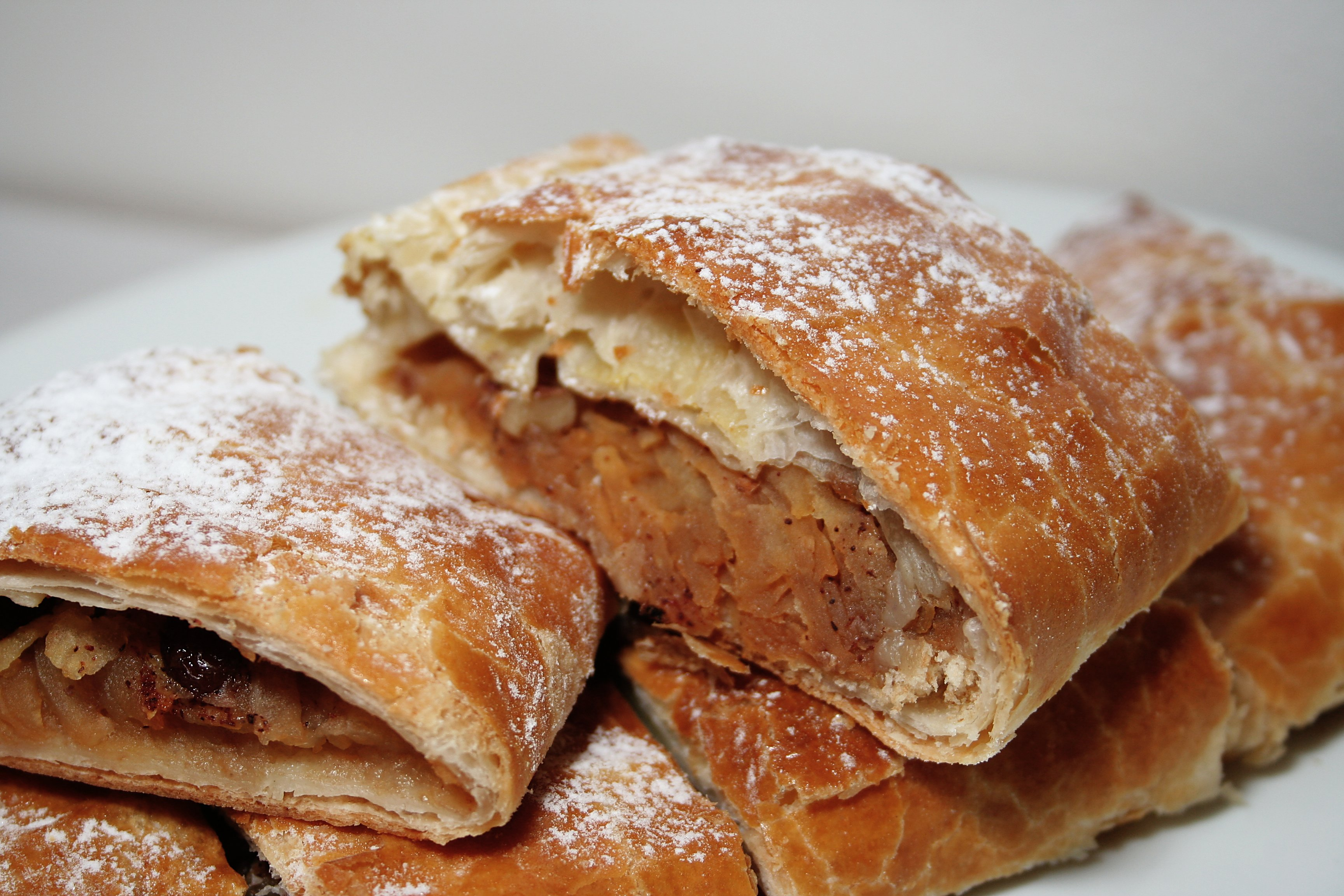
Savijača hoặc Štrudla với táo

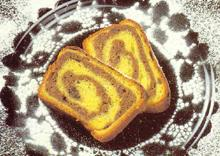
Orehnjača biến thể của bánh Nut roll

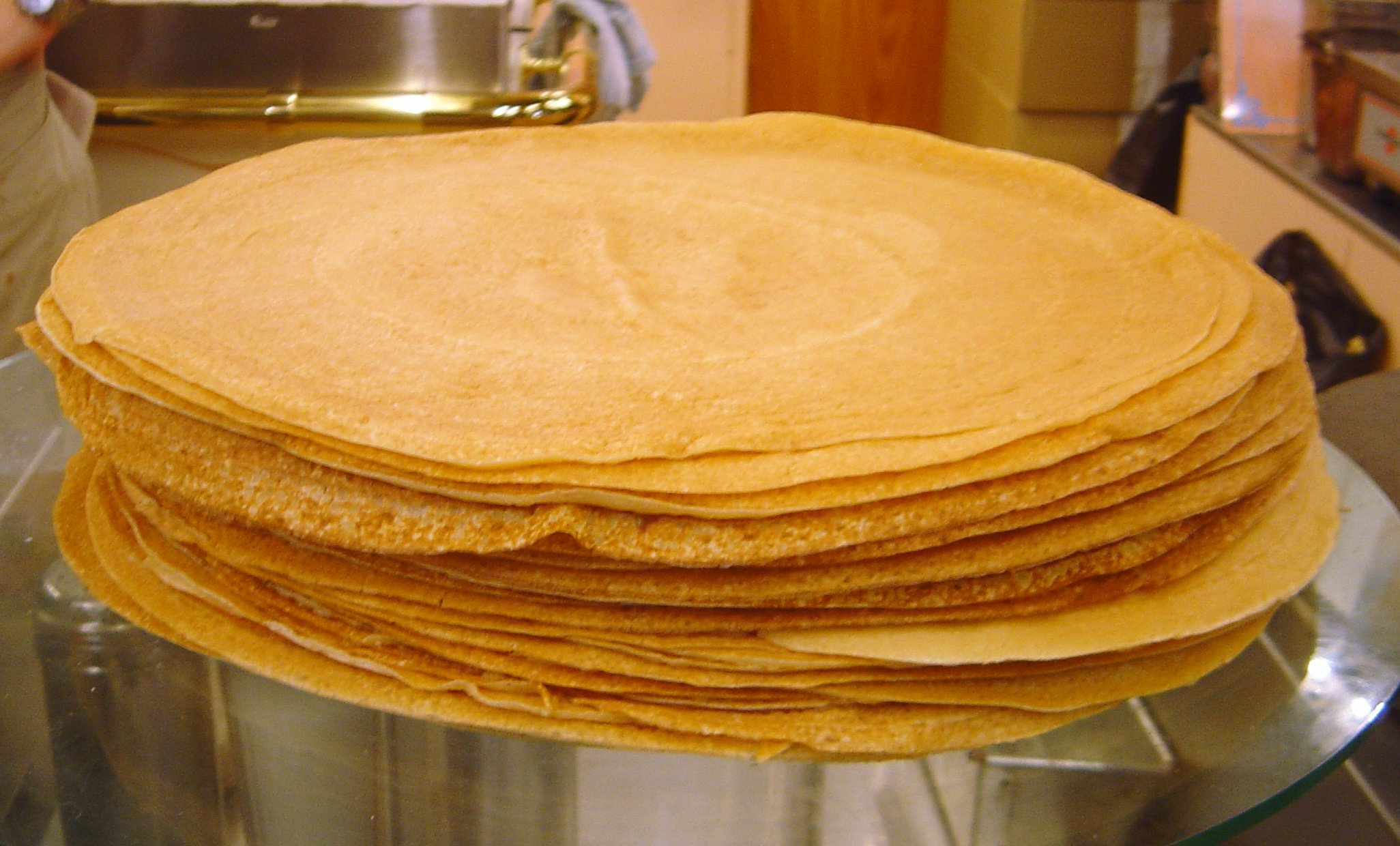
Bánh kếp, ở Croatia nó được biết đến là Palačinke

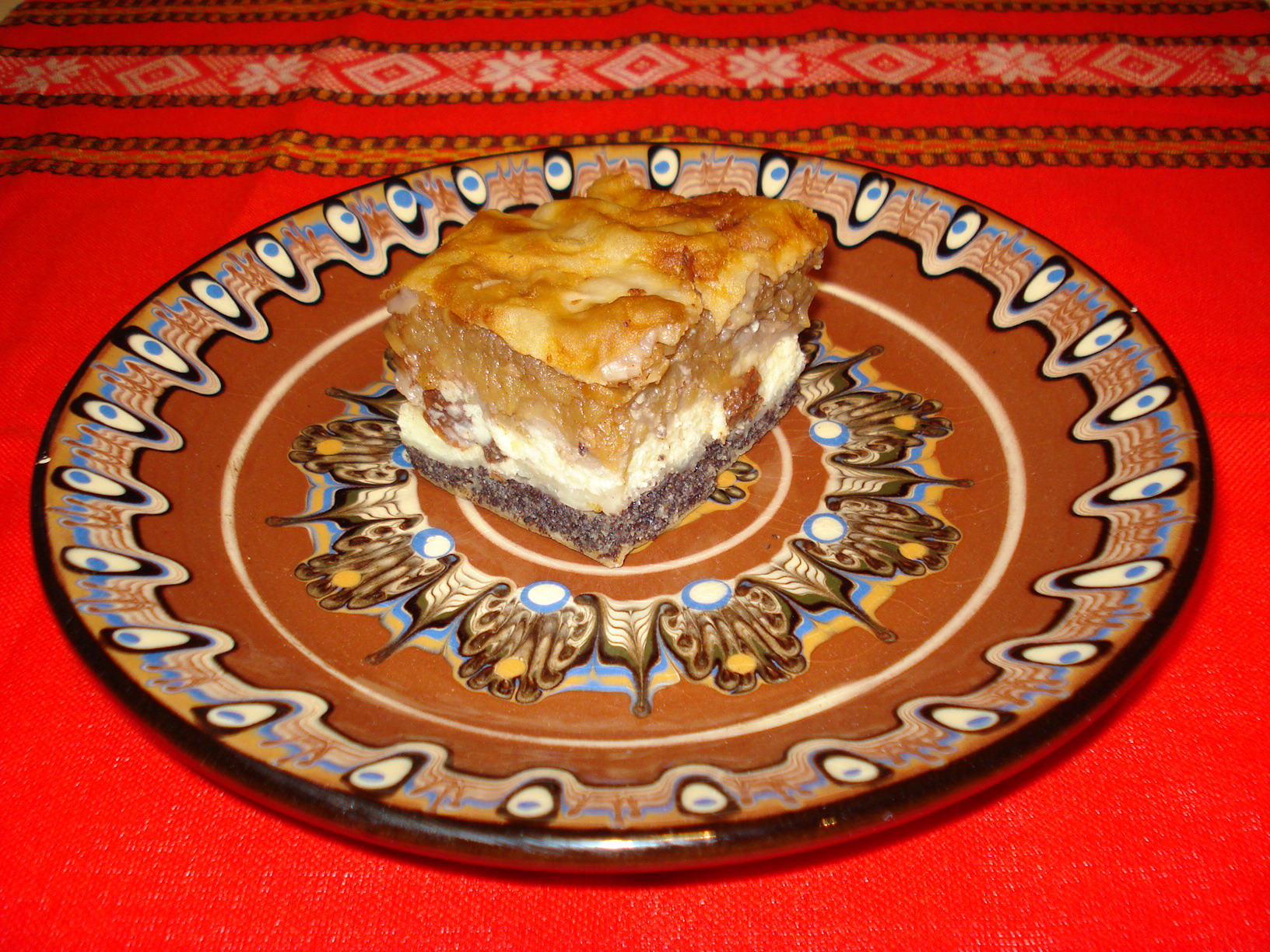
Međimurska gibanica

- Bučnica (bí mùa hè và bánh pho mát)
- Štrukli (pho mát chua và trứng)

## Đồ ngọt và món tráng miệng
- Palačinke (ta) với đầy ngọt ngào (tiếng hungary: palacsinta)
- Baklava
- Kremšnita -
- Šaumšnita -
- Zagorski štrukli - bánh ngọt từ Hrvatsko Zagorje
- Uštipci
- Fritule
- Knedle - bột nhào khoai tây viên, bánh thường có nhân mận và người ta thường lăn nó vào bột chiên bơ
- Strudel (tiếng Croatia: savijača hoặc štrudla) với nhân táo hay pho mát sữa đông
- Orahnjača và Makovnjača - bánh mì ngọt với hạt óc chó hoặc hạt anh túc
- Mật ong Croatia
- Móng gấu
- Bánh pho mát của nông dân (quark)
- Krafne, pokladnice - một loại bánh doughnut
- Bánh kếp Croatia (với rượu vang và xốt trứng)
- ušljivac, deran, badavdžija
- Šnenokli
- ravioli (rafioli) nhân hạnh nhân
- Mứt
- Čupavci (lamingtons)

## Bánh (kolači)
- Rožata hoặc Rozata (bánh flan)
- Pinca, bánh ngọt lễ Phục Sinh
- Kroštule (bánh giòn, chiên ngập dầu)
- Fritule (bột chiên ngập dầu, một loại bánh lễ hội, đặc biệt là cho lễ Giáng Sinh)
- Bánh mì giám mục
- Guglhupf bánh vòng (tiếng Croatia: kuglof)
- Rapska torta
- Međimurska gibanica (bánh chia tầng với nhân táo, hạt anh túc, hạt óc chó và pho mát cottage ở hạt Međimurje)
- Makarana torta
- Imotska torta

## Đồ uống

### Rượu vang
Croatia có hai vùng rượu vang chính: Lục địa (Kontinetalna) và Ven biển (Primorska), trong đó bao gồm những hòn đảo. Mỗi vùng chính được chia thành khu vực phụ mà sau đó được chia tiếp thành các vinogorje (nghĩa đen là đồi rượu vang) và quận. Tổng cộng có hơn 300 vùng địa lý sản xuất rượu vang được định rõ ở Croatia. Trong các vùng của Croatia, rượu vang, cả trắng và đỏ, thường được tiêu thụ bằng cách pha với lượng nước xấp xỉ ngang bằng.

### Vang tráng miệng
- Malvazija ngọt
- Muškat Ottonel (xem: nho muscat)
- Prošek

### Vang trắng
- Rajnski Rizling
- Zlahtina

### Vang đỏ
- Plavac
- Postup

### Bia (pivo)

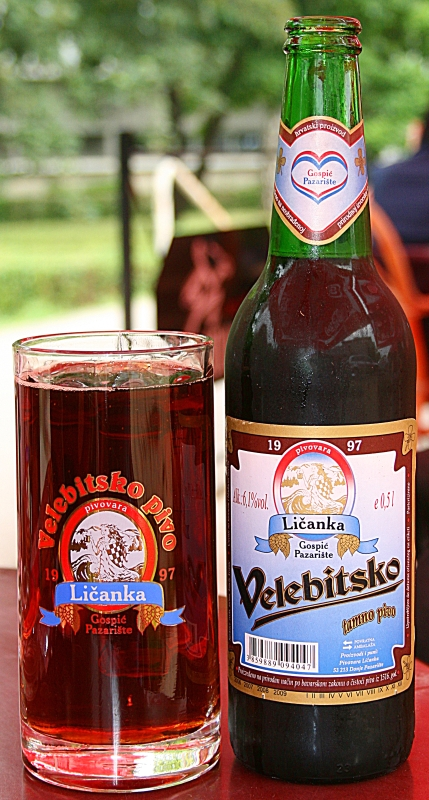
Velebitsko pivo, bia từ Croatia

Ngoài lượng lớn các loại bia quốc tế nhập khẩu (Heineken, Tuborg, Gösser, Stella Artois,...) có một số loại bia ủ tại nhà ở Croatia. Ngoài ra, một nhà máy bia trụ sở ở Split sản xuất bia Kaltenberg Bayern có giấy phép từ nhà máy gốc ở Đức.
- Karlovačko: ủ ở Karlovac
- Ožujsko: ủ ở Zagreb (tên của nó đề cập đến tháng ba)
- Pan
- Favorit: từ Buzet, Istria
- Osječko: từ Osijek (nhà máy bia lâu đời nhất Croatia)
- Staro Češko: Bia Séc từ Daruvar (nơi dân tộc Séc thiểu số sống), ủ ở Croatia
- Riječko pivo: từ thành phố cảng lớn nhất, Rijeka
- Tomislav: bia tối từ Zagreb
- Velebitsko pivo: ủ gần Gospić trên núi Velebit, nhà máy nhỏ nhưng chất lượng cao, loại bia tối hơn đã được bình chọn là loại bia tốt nhất trong một trang web hâm mộ bia tiếng Anh.

### Rượu mùi và rượu mạnh
- Maraschino [4]
- Rakija (tên tiếng Croatia cho rượu mạnh), thường làm từ: Lozovača / Loza (nho),Travarica (Loza với các loại thảo mộc), Šljivovica (mận), Kruškovac (lê), Drenovac (anh đào)
- Pelinkovac
- Orahovac (rượu óc chó)
- Glembaj
- Medovina (mật ong)
- Gvirc (giống ở Medovina, nhưng có nhiều cồn hơn)

### Cà phê
Croatia là quốc gia của những người uống cà phê (trung bình 5 kg một người mỗi năm), không chỉ vì nó từng là một phần của đế quốc Áo-Hung, mà còn vì nó tiếp giáp với cực đế quốc Ottoman. Các quán cà phê truyền thống giống với ở Viên nằm ở khắp Croatia.

### Nước khoáng
Về tài nguyên nước của nó, Croatia có một vị trí hàng đầu châu Âu. Liên quan đến chất lượng nước, nước Croatia được đánh giá rất cao trên toàn thế giới. Do thiếu các ngành công nghiệp nên chưa từng có vụ ô nhiễm nước nghiêm trọng nào.
- Jamnica – Chiến thắng giả nướng khoáng tốt nhất ở Paris AquaExpo năm 2003
- Lipički studenac
- Jana – cũng thuộc về Jamnica, nước khoáng thơm tốt nhất (Eauscar năm 2004)

### Nước ép và xi-rô
| - Badel - Jamnica - Maraska Lưu trữ ngày 10 tháng 8 năm 2007 tại Wayback Machine | - Dona - Nước ép Vindija – Vindi sokovi - Cedevita - sherbet |